# Panathinaikos A. O.
El Panathinaïkós Athlitikós Ómilos (en griego, Παναθηναϊκός Αθλητικός Όμιλος; traducido literalmente como Club Atlético Panateniense), conocido simplemente como Panathinaïkós o por sus siglas P. A. O., es una entidad polideportiva con sede en Atenas, Grecia. Posee 21 disciplinas deportivas diferentes.
Fundada en 1908 como club de fútbol para la práctica y desarrollo de este deporte como Podosfairikós Ómilos Athina (Atenas Club de Fútbol), tuvo a George Kalafatis como principal valedor de su creación junto a otros cuarenta atletas tras escindirse del Panellínios Gymnastikós Sýllogos, sociedad a la que pertenecían y que rechazó conformar una sección de fútbol. Un año después cambió su denominación a Panellínios Podosferikós Ómilos (Club de Fútbol Panhelénico), y en 1918 fue rebautizado como Panellínios Podosferikós Athlitikós Ómilos (Club de Fútbol Atlético Panhelénico) al ampliar su actividad a otras disciplinas deportivas al crear una sección de voleibol, la primera de ellas. Fue ese mismo año en el que decidieron adoptar la imagen de un trébol de tres hojas como símbolo de unidad, armonía y buena suerte, a la vez que adoptaban un icono mundialmente reconocido que representase a la ciudad de Atenas en adelante. Fue en 1924 cuando adoptó su denominación vigente al confirmar su vocación multideportiva.
Además de la primigenia sección de fútbol el club destaca especialmente por su la de voleibol, ciclismo (1928), baloncesto (1937), atletismo (años 1930), tenis de mesa (1935), boxeo (1948), natación y waterpolo (1950), ajedrez (1959), esgrima (1960), gimnasia (1965), esquí acuático (1965), rugby (2013) y fútbol sala (2017). Por importancia, proyección y repercusión internacional, destacan tres por encima del resto: fútbol, baloncesto y voleibol.

## Fútbol
La sección de fútbol, conocida como P. A. E. Panathinaïkós, es uno de los dos clubes más importantes del fútbol griego por historia y número de títulos conquistados. Llegó a disputar la final de la Copa de Europa de Wembley 1971, perdida por 2-0 ante el Amsterdamsche Football Club Ajax. Ese mismo año y ante la renuncia del equipo neerlandés, el Panathinaïkós disputó la Copa Intercontinental ante el campeón de la Copa Libertadores de América: el Club Nacional de Football uruguayo, saldada también con derrota. Suma un total de 41 títulos nacionales, a los que habría que sumar una Copa de los Balcanes y una Copa Greco-Chipriota, amistosas y de menor repercusión, pero de nivel internacional.

## Baloncesto
La sección de baloncesto, conocida como K. A. E. Panathinaïkós, comparte el mismo honor que su homóloga futbolística de ser uno de los clubes más reconocidos del país, si bien se desmarca en el apartado internacional donde es además uno de los equipos más prestigiosos de Europa. No sólo ha ganado cincuenta y seis títulos nacionales, sino que es el conjunto griego más laureado del continente al tener en su palmarés seis títulos de la Euroliga, la máxima competición de clubes a nivel internacional, que completa con una Copa Intercontinental.
Posee una rama femenina establecida en el año 1937, por lo que es el club decano de la categoría. Posee cinco títulos de ámbito nacional.

## Voleibol
La sección de voleibol, conocida como T. A. A. Panathinaïkós fue la primera sección en fundarse, tras el fútbol, en 1919. Es el segundo club más importantes del voleibol griego por número de títulos nacionales ganados, veintiséis, por detrás del T. A. A. Olympiakós, sección del Olympiakós Syndesmos Filathlon Peiraiós. En las competiciones internacionales ha alcanzado dos veces la final de la Copa CEV, la segunda competición continental, siendo derrotado en ambas.